# 漆谷慶大醫院站
漆谷慶大醫院站（：／ Chilgok-gyeongdae-byeongwon yeok */?）是大邱地鐵3號線的起點車站，位於韓國大邱廣域市北區東湖洞。

## 車站結構
站體為2面2線側式月台的高架車站，候車月台設有半高式月台門，並有3處出口。

### 月台配置
| 起終點站 |
| \| 上    |
| ↓ 鶴亭   |

| 月台 | 路線               | 目的地                   |
| ---- | ------------------ | ------------------------ |
| 上行 | ●大邱都市鐵道3號線 | 此站終着                 |
| 下行 | ●大邱都市鐵道3號線 | 鶴亭、西門市場、龍池方向 |

## 歷史
- 2015年4月23日：落成啟用。

## 車站周邊
- 漆谷車輛基地
- 漆谷慶北大學附設醫院（朝鲜语：칠곡경북대학교병원）
- 大邱體育中學
- 大邱體育高校
- 振興橋
- 八莒橋
- 慶尚北道道立國樂團
- 慶尚北道農業技術院
- 慶尚北道公務員教育院
- 慶尚北道綜合建設事務所

## 圖片

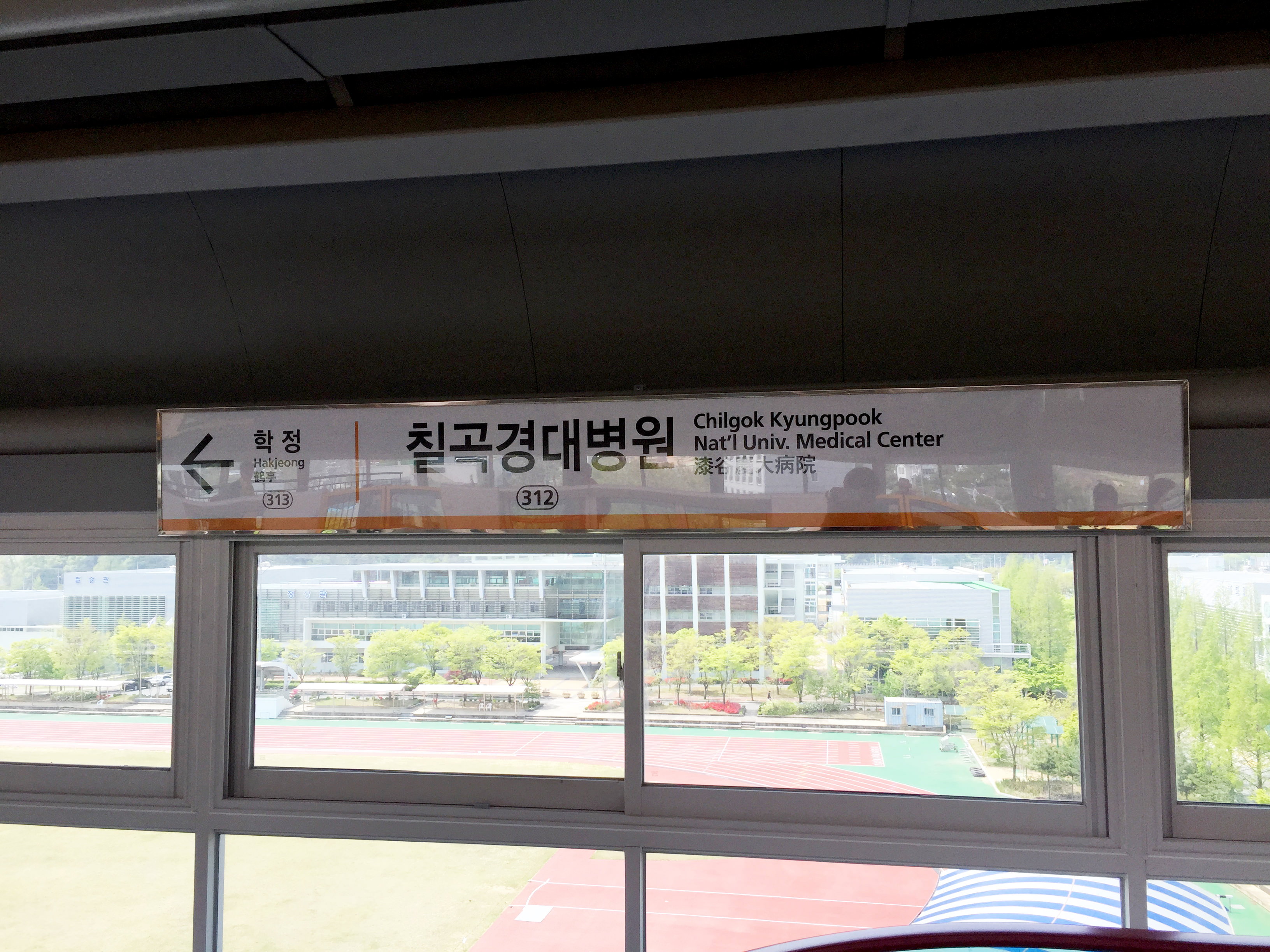
站名牌
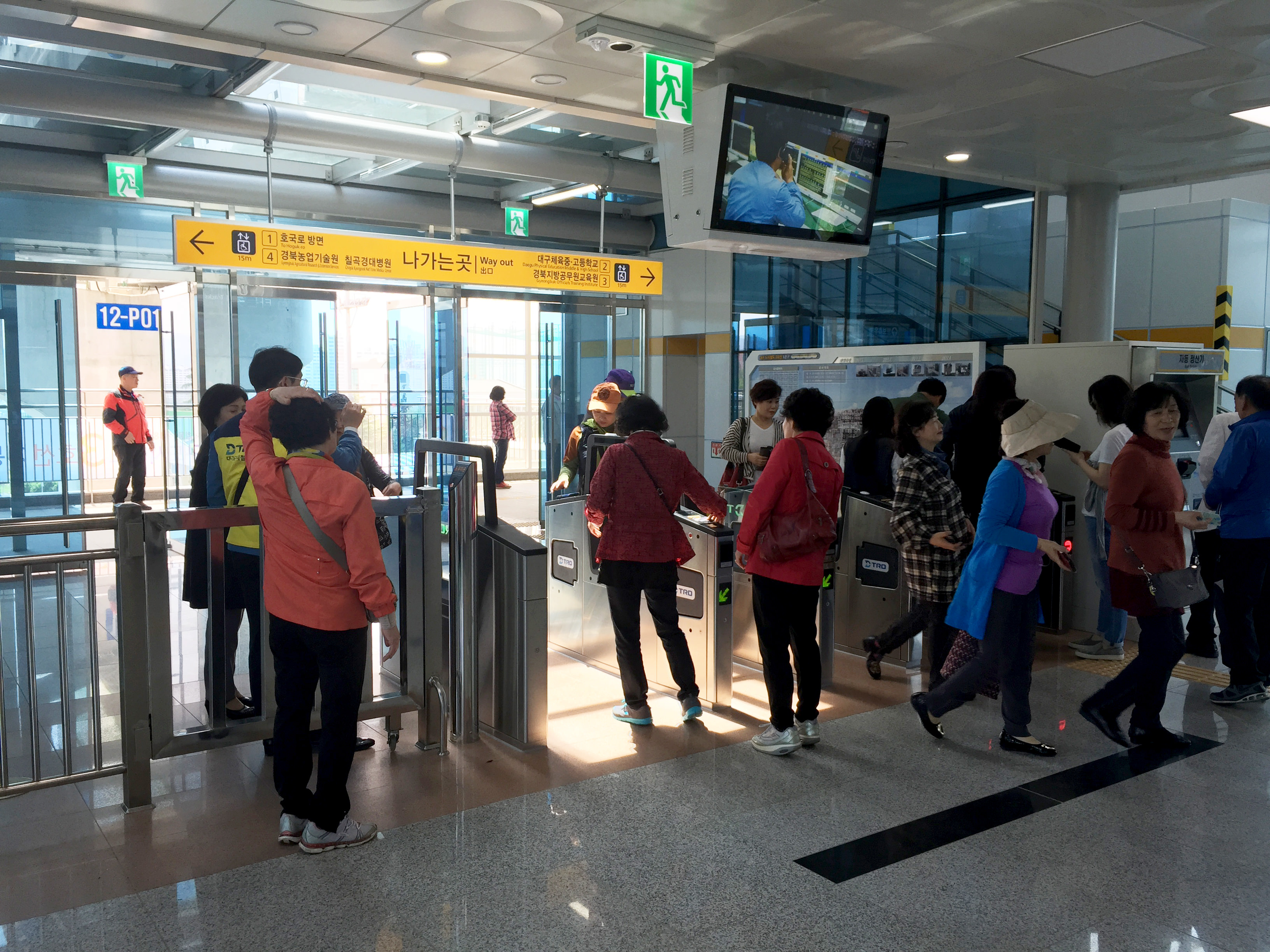
剪票閘口
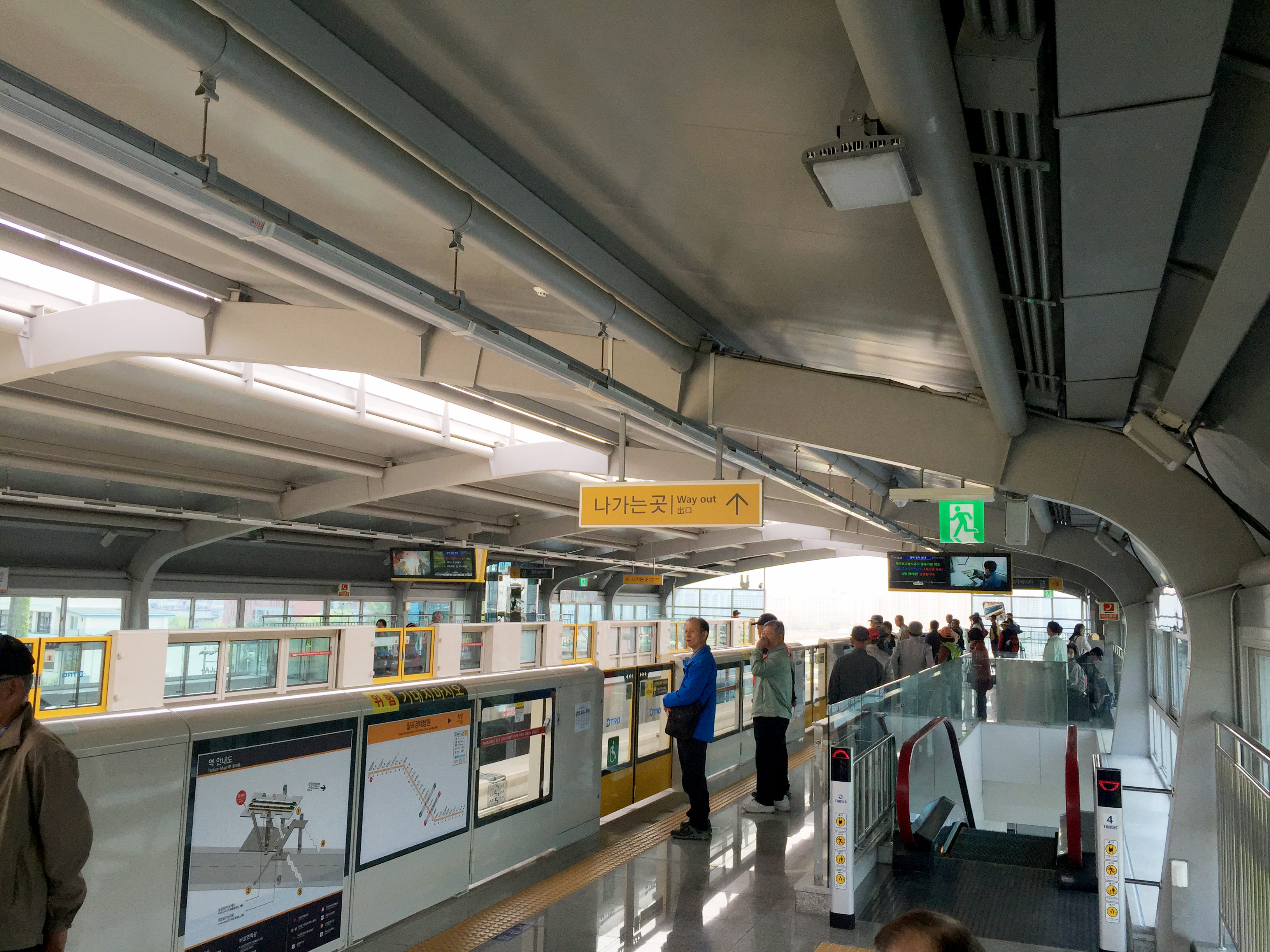
候車月台

## 相鄰車站
大邱都市鐵道公社
●大邱都市鐵道3號線
漆谷慶大醫院（312）－鶴亭（313）